# اسور لونده پدرسن
اسور لونده پدرسن (انگلیسی: Sverre Lunde Pedersen؛ زادهٔ ۱۷ ژوئیهٔ ۱۹۹۲) اسکیت‌باز سرعت اهل نروژ است.